# Holyroodhouse-palota
A Holyroodhouse-palota, vagy egyszerűbben Holyrood-palota  a brit uralkodók hivatalos skóciai rezidenciája. Az épület Edinburgh-ban, a Royal Mile (Királyi mérföld) nevű utca alsó végén áll (felső végén az edinburgh-i vár található). Az épület állami rendezvények és hivatalos események helyszíne.
A palotát I. Dávid skót király kolostorként alapította 1128-ban. A 15. századtól Skócia királyainak és királynőinek legfontosabb lakóhelye volt. II. Erzsébet brit királynő minden nyár elején egy hetet töltött el itt és több rendezvényen és megbeszélésen vett részt.
A palota egész évben nyitva áll a látogatók előtt, eltekintve attól az időszaktól, amikor a királyi család tagjai tartózkodnak benne.

## Történelem

### Az apátság
A romos Ágoston-rendi apátságot az alapokban elhelyezett feljegyzések szerint 1126-ban építették, I. Dávid király rendeletére. Az apátság neve származhat abból a legendából, mely szerint I. Dávid egyik víziója során egy keresztet látott (a kereszt egyik angol megfelelője rood). Mások szerint egy, a Szent Keresztből származó ereklye, amit Holy Roodként vagy Black Roodként ismertek, Dávid anyjának, Skóciai Szent Margitnak a tulajdonában volt. A király általi alapított és a várhoz közel elhelyezkedő létesítményként fontos adminisztratív központ volt. 1177-ben egy pápai legátus is meglátogatta. 1189-ben egy nemesi tanácskozásra került itt sor az elfogott I. Vilmos váltságdíja ügyében. 1326-ban, Robert de Bruce uralkodása alatt a skót parlament is apátságban ült össze. 1329-től már minden bizonnyal királyi rezidenciaként szolgált.1370-ben II. Dávid volt az első a számos skót uralkodó közül, akiket a palotában temettek el. II. Jakab nemcsak itt született 1430-ban, de itt került a korona is a fejére, itt házasodott és itt is helyezték nyugalomra. 1469-ben III. Jakab és Dániai Margit házasságkötésének volt tanuja a palota. Az első királyi rezidencia az apátság vendégházában kapott helyet, amely minden bizonnyal a jelenlegi palota északi részében állt, az apátsági kolostor nyugati oldalán, és a 15. század végére már hivatalos királyi lakosztálynak nevezték ki.

### A korai palota

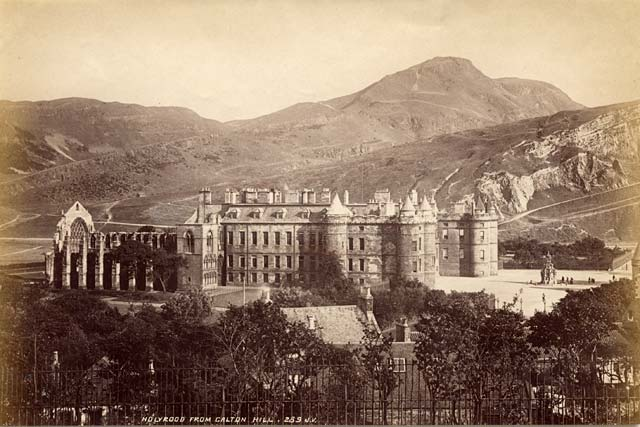
A palota egy 19. századi ábrázolása a Calton Hillről nézve.

1498 és 1501 között IV. Jakab egy új palotát építtetett az apátság szomszédságában. A munkálatoknak komoly ösztönzést adhatott IV. Jakab és Tudor Margit 1503-as házasságkötése, melynek ugyancsak az apátság adott otthont a már javában zajló építkezés közepette. 

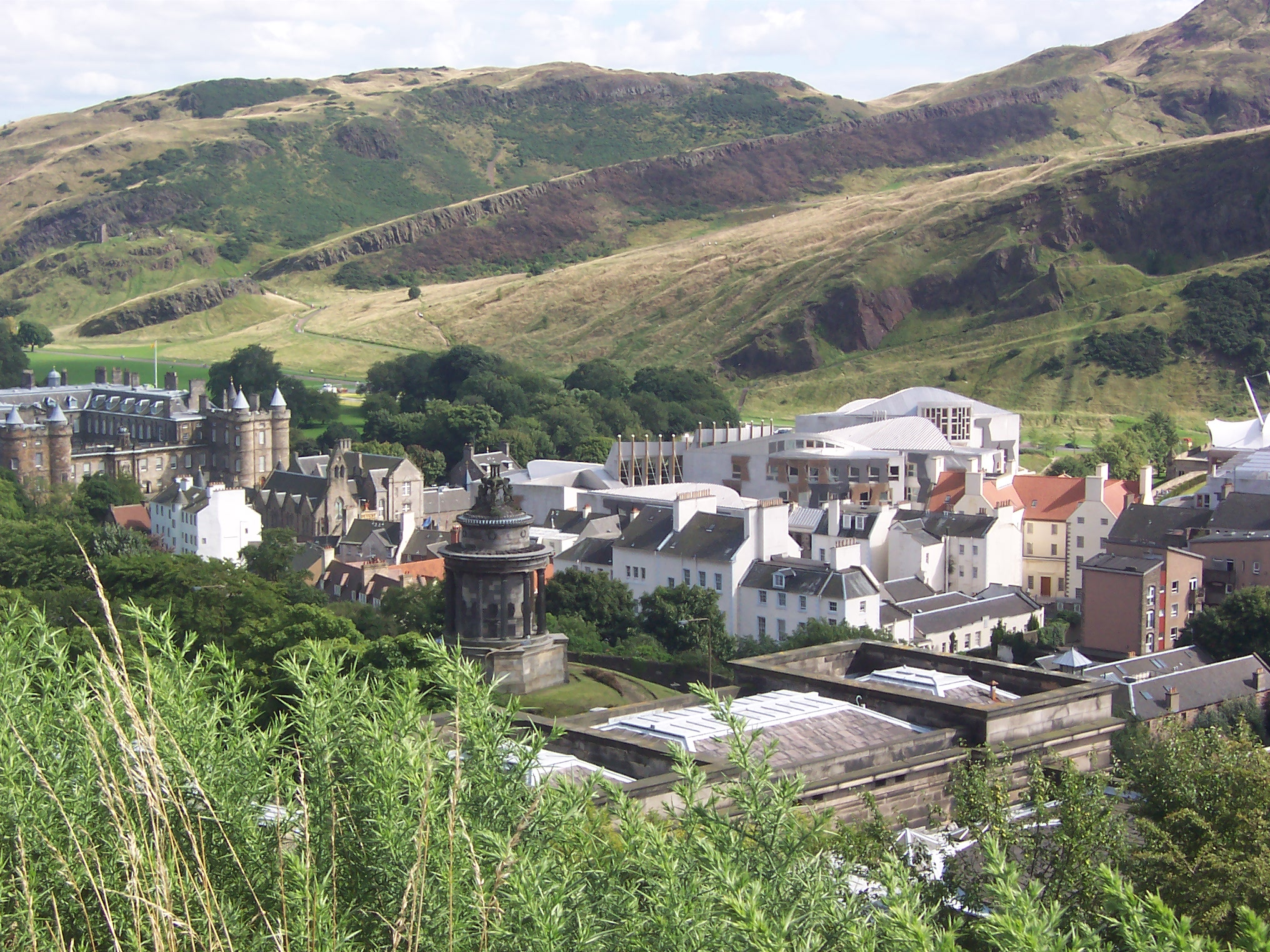
A Holyrood palota és az apátság 2006-ban

A palota az apátsági kolostortól nyugatra, egy négyszög alakú udvar köré épült. Kápolnát, folyosót, királyi lakosztályokat és egy nagytermet foglalt magába. A kápolna a jelenlegi északi szárnyban kapott helyet, a királynői lakosztályok a déli szárny egy részét foglalják el. A harmadik, nyugati szárny a királyok lakóhelyét és a palota bejáratát tartalmazta.  IV. Jakab egy kétszintes kapuépület felépítését is elrendelte, ennek maradványai az apátság udvarán láthatók. 1512-ben egy oroszlánház épült a királyi állatkert számára.  A sereglet tagja volt – egyéb egzotikus vadállatok mellett – egy oroszlán és egy cibetmacska is. V. Jakab 1528 és 1536 között bővítette a palotát, a jelenlegi északnyugati toronnyal kezdve, amely új királyi lakosztályokat tartalmazott. Ezt követte a déli és a nyugati szárny rekonstrukciója, és egy új templom felépítése a déli oldalon. Az északi szárnyon található régi templomot tanácsteremmé alakították át. A nyugati oldalon szobákat alakítottak ki, kiegészítve a toronybeli királyi lakosztályokat. A nyugati homlokzat szimmetrikus kompozíciója azt sugallja, hogy a tervek közt szerepelt egy második, délnyugati torony felépítése is, azonban ez soha nem valósult meg.

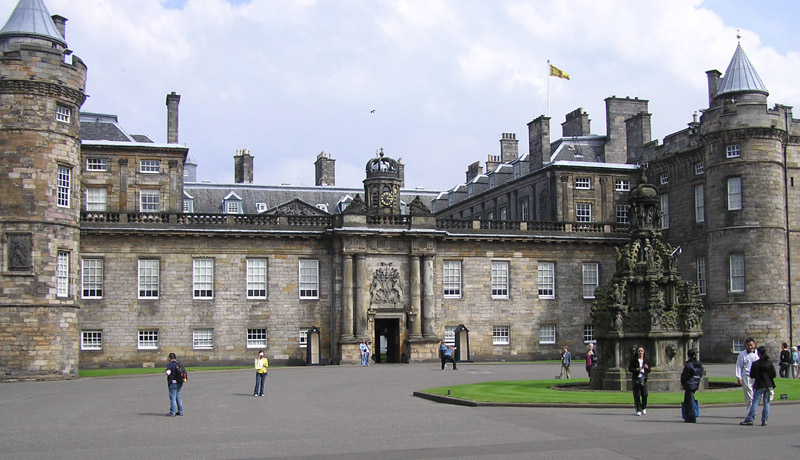
A Holyroodhouse bejárati szárnya. A skót királyi lobogó jelzi, hogy a királynő nem tartózkodik az épületben. (Ellenkező esetben az Egyesült Királyság királyi lobogóját vonnák fel.)

Az 1544-es, „durva udvarlás”-nak nevezett háború (War of the Rough Wooing) során Hertford grófja kifosztotta Edinburgh-t, a palotát pedig fel is gyújtotta. A rongálást helyreállították, azonban 1599-ben reformátusok egy csoportja elpusztította az oltárokat. A skót reformációt követően az apátsági épületeket elhanyagolták, a kórust és a templom kereszthajóit 1570-ben lebontották. A főhajót meghagyták és a maradék épület Cannongate hivatalos egyházközségi temploma lett.
Az északnyugati torony szobáit I. Mária skót királynő vette birtokba 1561-es hazatértét követően és ott lakott a trónról való 1567-es elmozdításáig. Mindkét skót férjével a palotában kötött házasságot, 1565-ben Henry Stuarttal, Darnley urával a kápolnában, 1567-ben pedig James Hepburnnel, Bothwell 4. grófjával a nagyteremben. Az uralkodó a lakosztályában volt szemtanúja titkára, David Rizzio, 1566. március 9-i meggyilkolásának. Darnley és társai egy, a lord földszinti hálószobájából közvetlenül a lakosztályba vezető lépcsőn törtek be a királynőhöz, aki éppen vacsorázott Rizzióval. A hálószobán keresztül egy külső helyiségbe hurcolták az olaszt, majd 56-szor megszúrták.

1579-től, 13 éves korától a palota volt I. Jakab angol király (VI. Jakabként skót király) rezidenciája. Feleségét, Dániai Annát a csökkentett méretű apátsági templomban koronázták meg 1590-ben. Ekkoriban a királyi háztartás személyzete nagyjából 600 főt számlált.

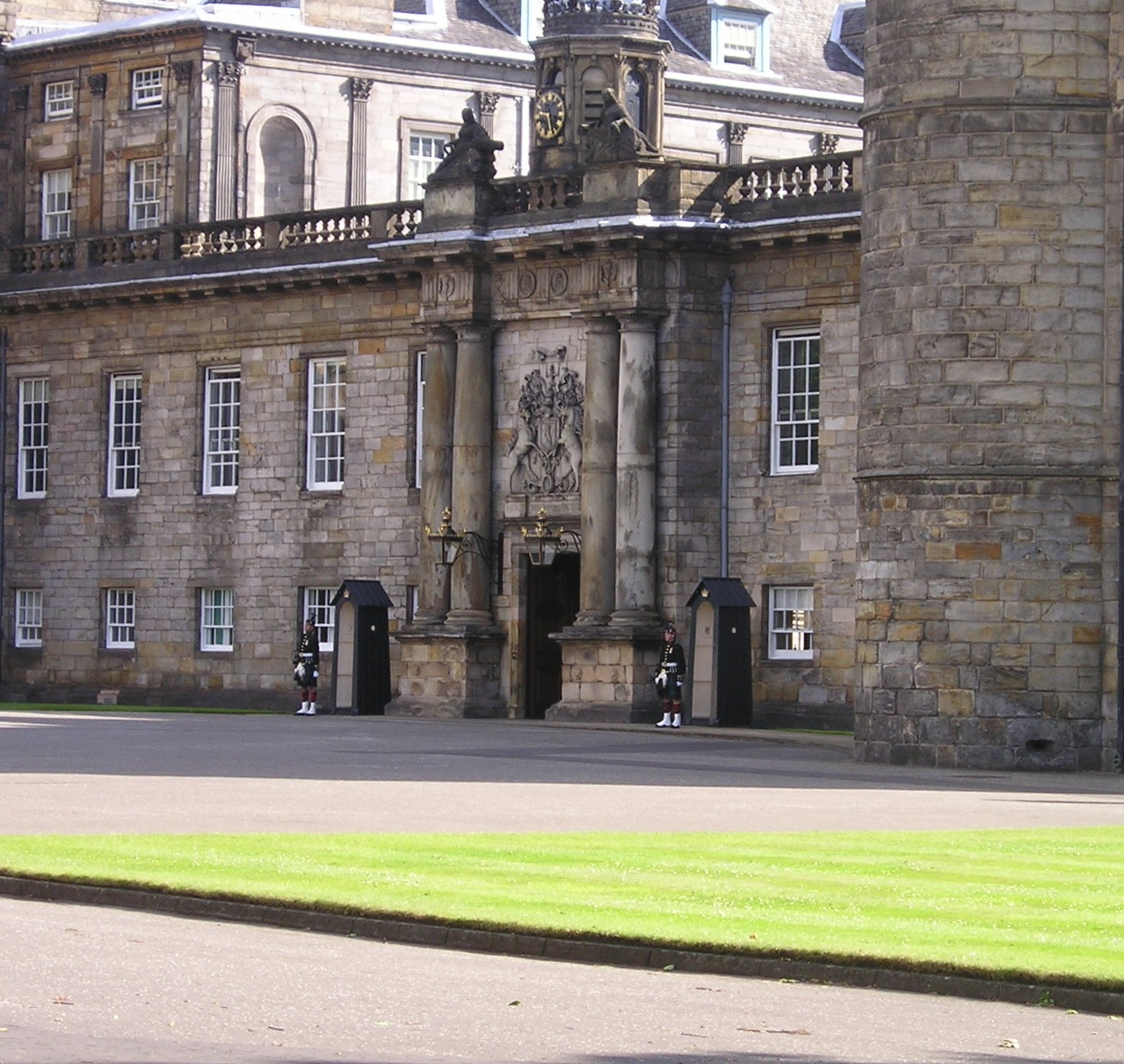
A skót királyi ezred őrei a palota főbejárata előtt

Miután VI. Jakab 1603-ban Anglia királya lett és Londonba költözött, a palota nem volt többé állandó székhelye a királyi udvarnak. Jakab 1617-ben látogatta meg ismét, ez alkalomra újra kicsinosították a kápolnát. A további helyreállítások I. Károly vizitálásához kötődtek, ugyanis 1633-ban a palotában tették a fejére a skót koronát. 1646-ban Károly kinevezte James Hamiltont, Hamilton 1. hercegét Holyroodhouse örökös felügyelőjének. A tisztséget leszármazottai örökölték.
1650-ben, Oliver Cromwell és katonái látogatása idején – véletlenül, vagy előre eltervezett módon – a palota keleti szárnyában tűz ütött ki. 
Ezt követően a keleti oldal gyakorlatilag lakatlanná vált.  A fennmaradó részeket laktanyaként használták, majd 1659-ben egy kétemeletes blokkal toldották meg a nyugati szárnyat.

### A palota újjáépítése
1660-ban az angol királyságot visszaállították, a trónra II. Károly került, újra felállt a Skót Királyi Tanács és ismét a palotában ült össze. Helyreállítási munkák kezdődtek, hogy az épület megfelelő állapotba kerüljön ahhoz, hogy a skóciai ügyekért felelős államtitkárnak, Lauderdale grófjának lakásául szolgáljon. A teljes körű rekonstrukcióra vonatkozó terveket William Bruce és Robert Mylne készítette el. Az elképzelés egy új, délnyugati tornyot is magában foglalt, mely a meglévő torony tükörképe volt. Ennek felépítése legalább I. Károly uralkodása óta folyamatosan napirenden volt. Elfogadva II. Károly bírálatát, Bruce újratervezte a palota belső elrendezését, uralkodói lakosztályokat helyezve az első szintre: a királynőét a nyugati oldalra, míg a királyét a déli és a keleti szárnyra álmodta. A két lakosztályt egy északi irányú folyosó kötötte össze, a délnyugati toronyhoz pedig egy tanácsterem csatlakozott.
A munkák 1671-ben kezdődtek az északnyugati szárnnyal, amely a következő évben már kész állapotban várta Lauderdale beköltözését. 1675-ben lord Hatton volt az első azon nemesek sorában, akik ingyenes használatra lakosztályt kaptak az uralkodótól. Egy következő évi döntés értelmében elkezdték a nyugati szárny átépítését, valamint egy konyha-blokk kialakítását a négyszögletes udvar délkeleti oldalán. Bruce építészi megbízása 1678-ban megszűnt, feladatát Lord Hatton vette át. 1679-re befejeződött a palota átépítése, nagyrészt a ma is látható formában. Még folytak a belső munkálatok, mikor Jakab, Albany hercege a későbbi VII. Jakab és felesége, Modenai Mária látogatta meg a rezidenciát. 1680 és 1682 között ismét a palotában laktak, mikor a „kizárási válság” (Jakabot katolikus volta miatt kirekesztették a lehetséges trónörökösök közül) jelentősen csökkentette a herceg angliai népszerűségét. 1685-ben, mikor mégis a trónra került jezsuita főiskolát alapított a palota déli szárnyán található kancellári lakrészben. Az apátságot a Bogáncsrend kápolnájává alakították át az 1780-as évek végén. A kápolna belső terét és a főiskolát egy katolikus-ellenes csőcselék lerombolta az 1688 végi „dicsőséges forradalom” kitörését követően. 1691-ben befejezték a cannongate-i templom felépítését, amely átvette az egyházközségi templom szerepét az apátságtól. A jelenlegi uralkodó is ezt látogatja, mikor a Holyroodhouse palotában tartózkodik.

### A 18. századi hanyatlás
Skócia és Anglia 1707-es egyesülését követően a palota elvesztette fő funkcióit, bár itt választották meg a skót főrendi képviselőket. A kiváltságos nemesek továbbra is használhatták a nekik adományozott lakosztályokat. Hamilton hercege már 1684-ben birtokba vette a királynői lakosztályt, a királyi lakhely azonban üresen árválkodott.
Bonnie Prince Charlie udvartartása 1745 szeptemberében és októberében, a jakobita felkelés idején öt héten keresztül volt Holyroodban. A herceg az elhanyagolt királyi szobák helyett inkább Hamilton lakrészét foglalta el. A törvénykezés a galériában folyt. A következő évben kormánycsapatok szállásolták be magukat a palotába a falkirki csatát követően. A katonák megrongálták a képtárban található királyi portrékat. Később Cumberland hercege állomásozott itt, útban a cullodeni csatamezőre. Ettől eltekintve folytatódott az elhanyagoltság. 1768-ban beomlott az apátsági templom teteje és az épület a jelenleg is látható állapotba került. Ennek ellenére már ekkoriban is felismerték a látványosságként benne rejlő lehetőséget, Hamilton hercege fizető látogatóknak mutogatta Mária királynő lakosztályát az északnyugati toronyban.
Az apátság közvetlen környékét, beleértve a park egészét is, adósok menedékhelyévé nyilvánították a 16. századtól. Akik beköltöztek ide, megmenekülhettek hitelezőiktől és az adósok börtönétől. Lassan egy egész közösség alakult ki a palota nyugati részén. A lakók, akiket bizalmasan csak „apátsági földesurak”-nak hívtak, a menedékhelyet csak vasárnaponként hagyhatták el, ekkor ugyanis tiltva voltak a letartóztatások. A területet egy városi tiszt és néhány rendőr ellenőrizte, akiket a palota felügyelője nevezett ki. A jelenlegi díszőrség e rendőrök utóda.

### A palota újjászületése
III. György a francia forradalom után megengedte XVI. Lajos öccsének, a későbbi X. Károlynak, hogy a palotában lakjon. Itt ő is élvezhette a menedékhely előnyeit és elkerülhette hitelezőit. 1796-tól 1803-ig élt Holyroodhouse-ban, eközben a királyi lakosztályokat felújították. Károly 1824-ben került a francia trónra, majd a júliusi forradalmat követően, 1830-tól 1832-ig ismét a Holyroodhouse lett az otthona, innen Ausztriába távozott.
I. Károlyt követően IV. György volt az első hivatalban lévő uralkodó, aki Holyroodhouse-ba látogatott 1822-es skóciai körútja során. Bár Dalkeith-ben lakott, tartott egy királyi meghallgatást a palotában és megtekintette az uralkodói lakosztályokat. Helyreállítási munkákat rendelt el, de kinyilvánította, hogy Stuart Mária lakosztályát érintetlenül kell hagyni. A következő tíz évben, a Robert Reid építész vezette munkálatok során, lebontották a szögletes udvar északi és déli oldalán lévő épületeket, valamint a keletihez illeszkedő stílusban újjáépítették a déli homlokzatot. 1834-ben VI. Vilmos király megállapodott a skót egyház vezetőivel, hogy összejöveteleiket a palotában tarthatják. Ez a hagyomány mindmáig fennmaradt.
Viktória királynő 1842-es skóciai útja során szintén a dalkeith-i palotában lakott, Holyroodhouse meglátogatásától az éppen dúló skarlát járvány miatt tanácsolták el. Az 1850-es látogatásár készülve több felújítást is végeztek, valamint újra díszítették a belső tereket. A következő néhány év során a különböző nemesek által lakott épületrészeket kiürítették, így Viktóriának 1871-ben lehetősége volt elfoglalni egy lakosztályt a második szinten. A korábbi királyi lakosztályokat étkezőként és szalonként használta, valamint itt alakította ki a tróntermet is. 1854-től az északnyugati torony történelmi lakosztályai hivatalosan is megnyíltak a nyilvánosság előtt. Viktória férje, Albert herceg inkább az épületet körülvevő terület hasznosításában lelte örömét. Északra egy új kocsifelhajtót építtetett és kialakíttatta a kertek jelenlegi elrendezését.
Bár VII. Eduárd is időzött egy keveset Holyroodhouse-ban 1903-ban, V. György volt az, aki az épületet 20. századi palotává építette át. 1911-es első látogatását megelőzően központi fűtéssel és elektromos világítással látták el Holyroodhouse-t, majd az első világháborút követően felújították a fürdőszobákat és a konyhákat. Az 1920-as években a palotát hivatalosan is az uralkodók skóciai rezidenciájává nyilvánították és a rendszeres királyi ceremóniák helyszínévé vált. Tulajdonosa a brit királyság, fenntartója pedig az udvar erre hivatott szervezete.

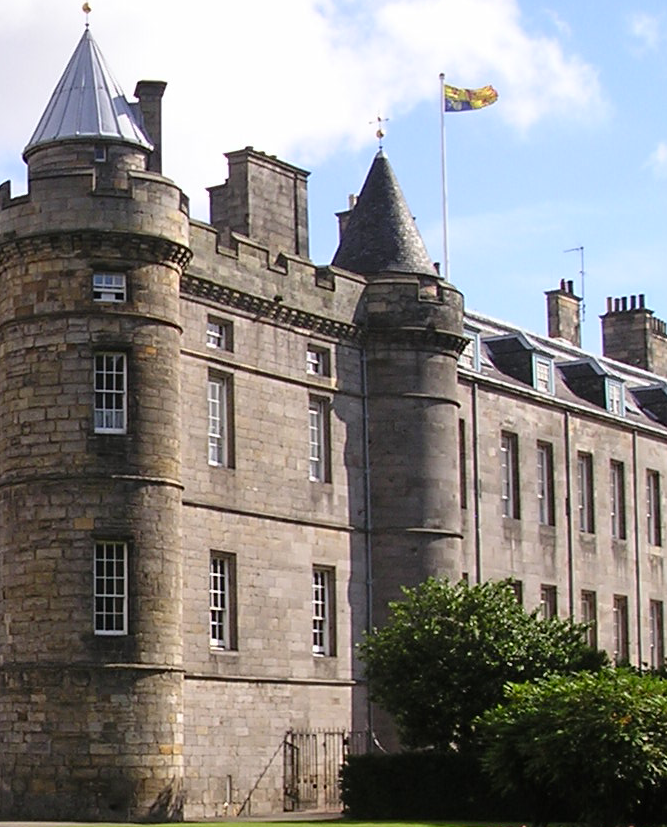
Holyroodhouse a királynő ottléte idején (ezt az Egyesült Királyság királyi lobogójának Skóciában használatos változata jelzi).

### Szellem
Állítólag a palotában bolyong Bald Agnes (Kopasz Ágnes - Agnes Sampson) szelleme, akit 1592-ben boszorkánysággal vádoltak, majd Holyroodhouse-ban kopaszra nyírtak és kínvallatásnak vetettek alá.

## A palota leírása
A palota mai állapota döntő részben a 17. század végéhez köthető. Kivételt képez a 16. századi északnyugati torony, bár a falain látható címerpajzsok későbbi másolatok. A termek nyitva állnak a nyilvánosság számára, beleértve a 17. századi királyi lakosztályokat és a galériát, valamint az északnyugati torony 16. századi lakosztályait is.

### A 17. századi lakosztályok

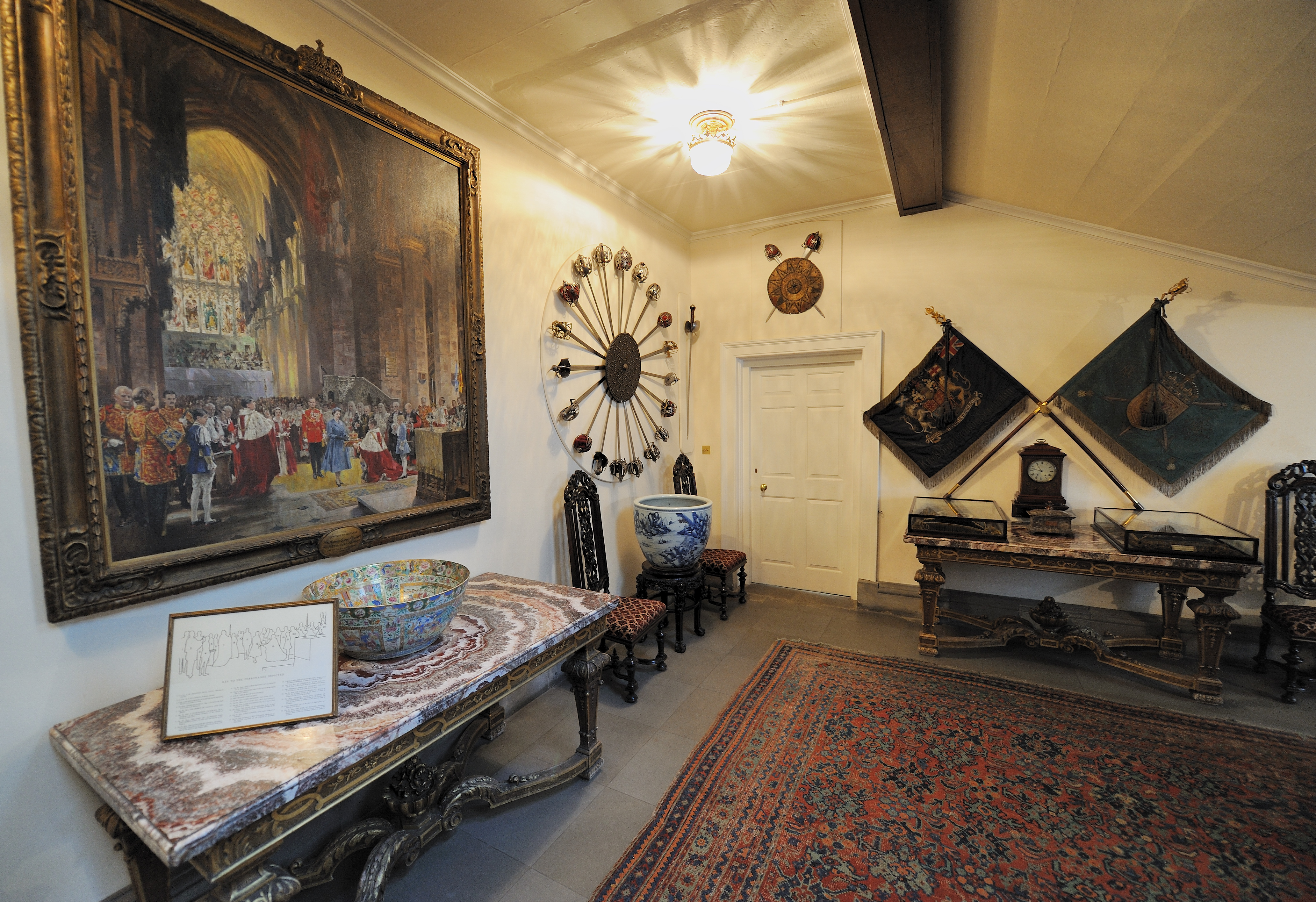
A fő lépcsőház pihenője

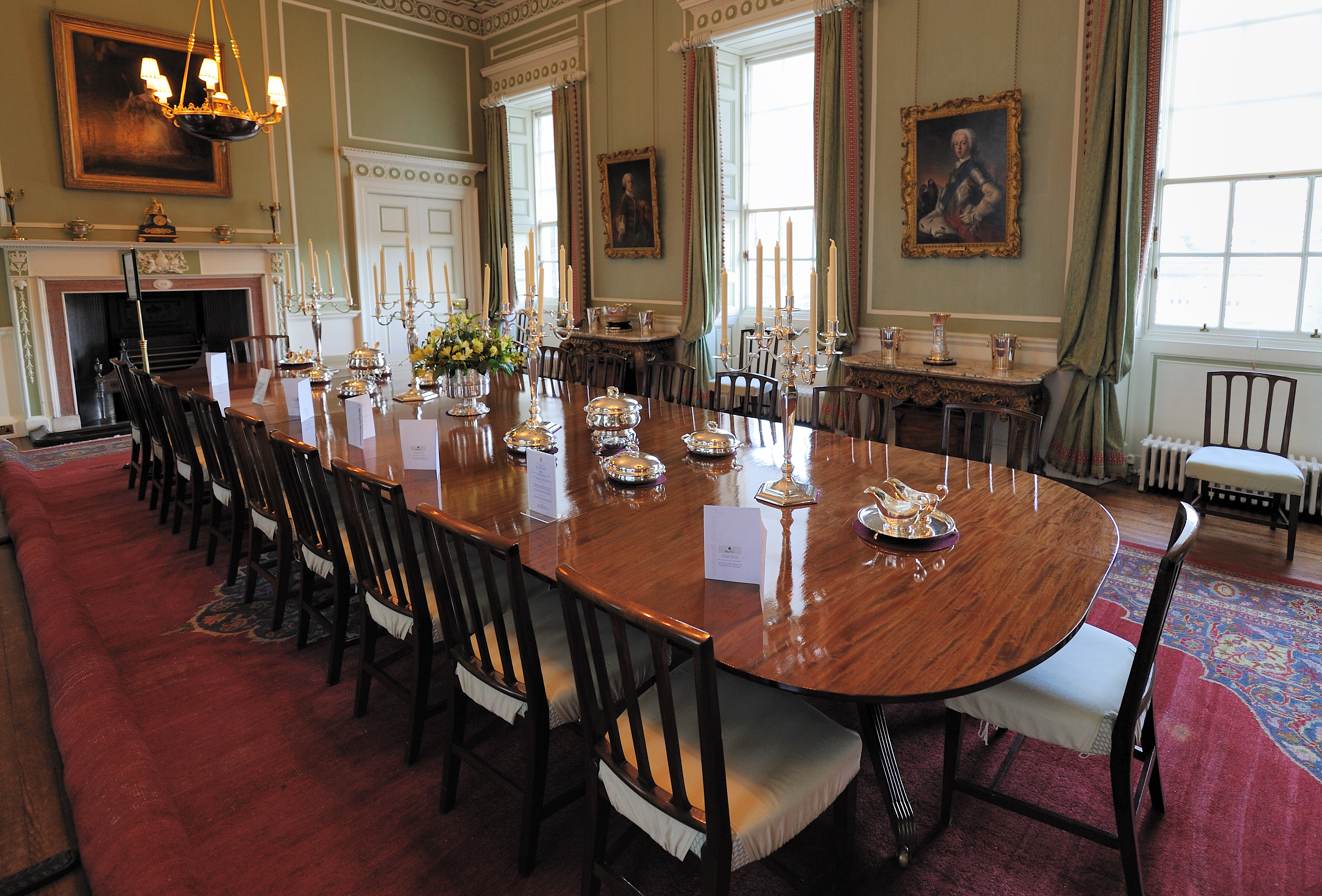
A királyi étkező

A négyszög alakú épület délnyugati sarkában található fő lépcsőház barokk mennyezetén gipsz angyalok tartják a skót koronaékszereket. A falakon látható olasz festmények Lattanzio Gambara 1550 körül festett freskóinak töredékei és Ovidius Átváltozások (Metamorphoses) című művéből vett jeleneteket ábrázolnak. Ezeket Albert herceg vásárolta 1856-ban és 1881-ben kerültek mai helyükre. A lépcső felső végén található a királyi ebédlő, amely korábban a királynői lakosztály része volt. 
A királyi lakosztályok a teljes déli és keleti oldalt elfoglalják. A fő lépcsőháztól elérhető szobák magukban foglalnak egy őrszobát, egy fogadószobát, a magánlakosztályt, az előszobát, a hálószobát és a mellékhelyiséget. A magánélet szintje, egyben a dekoráció gazdasága fokozatosan nőtt. IV. György 1822-es látogatásakor az őrszobából alakították ki a tróntermet, a szobák sorrendjét pedig megfordították. Az esti szalon és a reggeli szalon a korábbi fogadószoba és magánlakosztály helyét foglalta el, melyek megtartották gazdag, 17. századi mennyezetdíszítésüket. A főleg magánrendezvények céljára szolgáló reggeli szalonban II. Károly által vásárolt francia faliszőnyegek függtek. A királyi előszoba, hálószoba és mellékhelyiség a palota keleti oldalán helyezkedett el. A keleti homlokzat közepén található hálószobának gyönyörű 17. századi vakolt mennyezete van, melynek szépségét kiemelik az ifjabb Jacob de Wet Herculest ábrázoló festményei. A 17. századi ágy Hamilton hercege számára készült, bár sokáig Mária királynő ágyának tartották, mikor még a királynői lakosztályban állt.
A nagy képtár, palota legnagyobb terme, a királyi mellékhelyiségen keresztül kapcsolódik a nyugati oldal királynői lakosztályához. A képtárat skót uralkodókról festett 110 kép díszíti, kezdve a legendás Fergusszal, aki vélhetően i.sz. 330-tól uralkodott. Az összes portrét a fent említett Jacob de Wet készítette 1684 és 1686 között. 1707-et követően itt választották meg a Lordok Házába küldendő skót képviselőket. Bonnie Prince Charlie rövid itt tartózkodása során bálokat tartott a képtárban. Később, az Artois-k idejében, katolikus kápolnát rendeztek be benne. Manapság számos funkciója van, a kitüntetések átadásától a bankettekig.

### Az északnyugati torony
Az északnyugati torony első szinten található szobái között van egy fogadóterem, mely a nagy képtár mellett lévő előcsarnokból közelíthető meg, továbbá egy hálószoba, melyből két kis toronyszoba nyílik. E szobákat a 17. században Lord Darnley használta, majd a palota átépítése után a királynői lakosztály részévé váltak. Később - 1684-től - a Hamilton hercege által használt lakrészek közé kerültek. Mária királynő a torony második szintjén lévő ugyanilyen szobákat vette birtokába, hálószobájához egy külön csigalépcső tartozott. Külső, nyilvános szobái között volt egy házikápolna is, itt ölték meg David Rizziót, a királynő titkárát, miután elvonszolták az északi toronyszobából, a vacsoraasztal mellől.  A későbbi korok látogatói többször is látni vélték a vérfoltokat a padlón.
A két meghatározó szoba famennyezete Mária korából való és az MR (Maria Regina), valamint IR (Jacobus Rex) monogramok Máriára és fiára, VI. Jakabra utalnak. Kőpajzsok emlékeztetnek Mária és II. Ferenc francia király házasságára. Ezeket a hagyomány szerint 1559-ben faragták, azonban csak 1617-ben kerültek jelenlegi helyükre, ekkor építették be a grisaille frízeket is.

### Kertek és földterületek
A palota kertjei nagyjából 4 hektárt tesznek ki, és a sokkal tágasabb Holyrood parkban helyezkednek el. A 16. században egy kis elzárt kert volt a palota északi részénél, amely az északnyugati toronyból egy kis fatornácon keresztül volt elérhető. Ezt a 19. században eltüntették, mikor új – Canongate külvárosait elkerülő – kocsiutat építettek. Egy kis kertdarab azonban mindmáig fennmaradt, ezt Mária királynő fürdőházaként ismerik, pedig aligha valószínű, hogy ehelyütt fürödtek volna. A palota északi szárnyán lévő napóra 1633-ban keletkezett, míg az előudvari szökőkút 19. századi másolata a linlithgow-i várpalota 16. századi hasonló alkotásának. A kovácsolt kapuk és rácsok az 1920-as évekből származnak VIII. Eduárd emlékművével együtt. Ez utóbbit V. György leplezte le 1922-ben.
A palotától nyugatra lévő épületek, melyeken keresztül a közönség közelítheti meg az épületet, magukban foglalják a 19. századi őrházat, amely az adósok egykori menedékhelyének ingatlanait váltotta fel. Mellette áll a 2002-ben megnyitott Királynői Képtár, melyben a Királyi Gyűjteményből származó művek láthatók.

### Nagy Királyi Ásatás

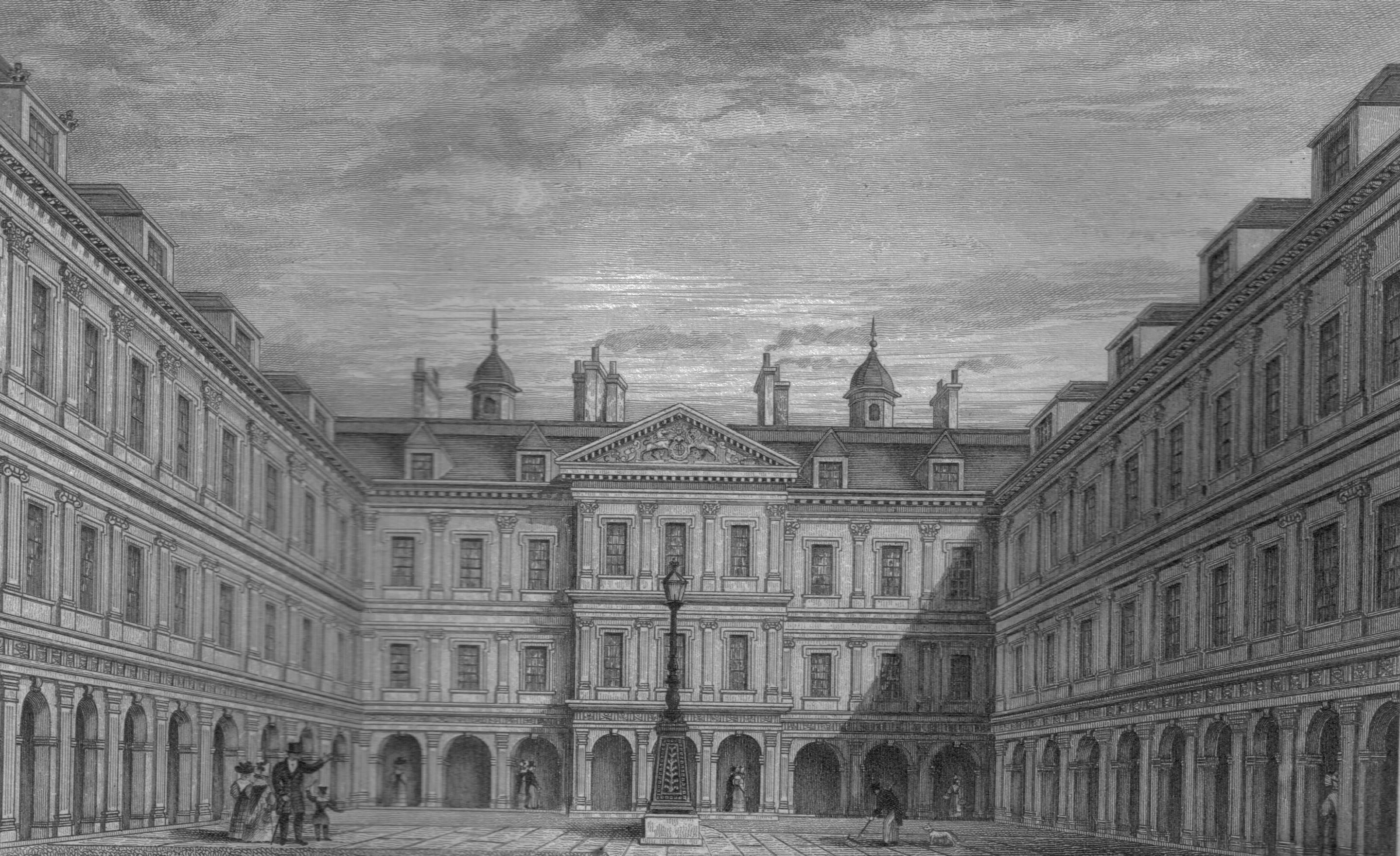
A belső udvar az 1850-es években.

A Holyroodhouse-palota egyike volt annak a három királyi székhelynek, melyeken a Tony Robinson által vezetett, Time Team nevű régészcsapat 2006. augusztus 25-28. között ásatásokat folytatott.
Ez volt a Time Team által vezetett 150. ásatás, és szervesen illeszkedett a II. Erzsébet királynő 80. születésnapjával kapcsolatos 2006-os események sorába. A királynő első alkalommal engedélyezte kutatóárkok létesítését a Buckingham-palota kertjében, a Windsori kastélyban és a Holyroddhouse-ban. A Nagy Királyi Ásatás jó példája volt annak, hogy a királynő egyre jobban beengedi a nyilvánosságot lakóhelyére. Ezt erősítették meg a 2002-es Arany Jubileum és a 2006-os születésnapi eseménysorozat rendezvényei.
A régészek egy sosem volt lehetőséget kaptak a történelem vallatására, egy időben három királyi rezidencián.
Az 1128-ban I. Dávid által épített apátság fennmaradt romjai mentén feltárták a kolostor egy részét, valamint napvilágra hozták IV. Jakab eltűnt palotájának szögletes tornyát. Sajnos nem bukkantak rá unokájának, Stuart Máriának a teniszpályájára, mivel ennek területét a 19. században beépítették.
Vörösre színeződött földet találtak azon a helyen, ahol VIII. Henrik leégette a palotát, afölötti bánatában, hogy a skótok nem járultak hozzá a csecsemő Stuart Mária és fia Eduárd (később VI. Eduárd angol király) házasságához.
A Holyroodhouse-ban talált tárgyak között volt egy pecsétnyomó és egy 1634-ből származó pénzérme is.

## Hivatalos szerep
A modern időkben az uralkodói udvartartás évente legalább egy hétre az edinburgh-i palotába teszi át székhelyét. A jelenlegi királynő a Holyroodhouse-ban lakik minden olyan alkalommal, mikor hivatalos ügyben tartózkodik Skóciában. Magáncélokra a Balmorali kastélyt veszi igénybe. Használata jelentősen megnőtt a skót parlament felállása, 1999 óta. Gyakran időznek itt a királyi család tagjai, különösen Károly walesi herceg és Anna hercegnő. Egy időben arra számítottak, hogy a királyi család egyik tagja, remények szerint a királyi hercegnő  állandó lakóvá válik a palotában (a mindenkori uralkodó legidősebb lánya kaphatja meg ezt a címet, jelenleg az erős skót kapcsolatokkal rendelkező Anna hercegnőt illeti meg), ez az elképzelés azonban valószínűleg nem volt több puszta pletykánál. A palotában fogadja a királynő a skót miniszterelnököt is. Az Európai Unió brit elnöksége idején a Holyroodhouse adott otthont az Európa Tanács egyik ülésének.
Mikor sem a királynő, sem a királyi család más tagja nem tartózkodik a palotában, megnyitják a nagyközönség számára.

## A Holyroodhouse felügyelője
A Holyroodhouse fontosságát jelzi az udvar által megbízott felügyelő a státusza is. A Keeper of Holyroodhouse címet 1646-ig többeknek is adományozták, azonban I. Károly király örökletesen James Hamiltonra, Hamilton 1. hercegére ruházta.  A címet azóta is a leszármazottak birtokolják. A tisztség az egyik legmagasabb állami beosztás a skóciai királyi udvartartáson belül. A herceg magánlakosztálya nagyobb helyet foglal el a palotán belül, mint az állami területek. A felügyelő bízza meg a palota tiszttartóját is. A Holyroddhouse főkapitánya ugyancsak a felügyelő alá tartozik.
Korábban a palota körüli parknak külön felügyelője volt, ezt a címet Haddington mindenkori grófja viselte. A parkot az udvar megvásárolta és a címet 1843-ban eltörölték.

## Külső hivatkozások
- Királyi rezidenciák: Holyroodhouse-palota (angol nyelven) Archiválva 2009. január 27-i dátummal a Wayback Machine-ben
- Channel4.com - Nagy Királyi Ásatás (angol nyelven)
- Edinburgh építészete - A Royal Mile (angol nyelven) Archiválva 2011. június 6-i dátummal a Wayback Machine-ben
- holyroodhouse.com - A Holyroodhouse-palota a történelem sodrában (angol nyelven)

## Ajánlott olvasnivaló magyarul
- Gambaro, Cristina. Skót kastélyok, ford. Szabó Réka, Gabo Könyvkiadó (1999). ISBN 9638009314
- Brega, Isabella. Skócia, egy büszke nép hazája, ford. Szabó Réka, Gabo Könyvkiadó (2001). ISBN 9639237140

## Fordítás
- Ez a szócikk részben vagy egészben  a   Holyroodhouse Palace című angol Wikipédia-szócikk ezen változatának fordításán alapul.  Az eredeti cikk szerkesztőit annak laptörténete sorolja fel. Ez a jelzés csupán a megfogalmazás eredetét és a szerzői jogokat jelzi, nem szolgál a cikkben szereplő információk forrásmegjelöléseként.